# Béziers
Béziers är en stad och kommun i departementet Hérault i regionen Occitanien i sydöstra Frankrike. År 2022 hade Béziers 80 815 invånare.
Béziers är romarnas Beterræ (Civitas biterrensium) och äger betydande fornlämningar från den romerska tiden, bland annat en nyrekonstruerad antik teater. Under 400-talet erövrades det av västgoterna, under 700-talet av frankerna. Béziers är känt för massakern under Albigenserkriget, då staden vägrat lämna ut de 200 albigenser som befann sig i staden. När sedan staden 22 juli 1209 intogs kom hela stadens dåvarande befolkning på ungefär 20 000 människor att massakreras.

## Befolkningsutveckling
Antalet invånare i kommunen Béziers
Referens:INSEE

## Kända personer födda i Béziers
- Pierre-Paul Riquet (1609–1680)
- Jean Moulin (1899–1943)
- Max Cabanes (född 1947)
- Jean-Antoine Injalbert (1845–1933)

## Sport
Béziers Volley spelar i Ligue A och har blivit franska mästare i volleyboll.

## Några kyrkor i Béziers

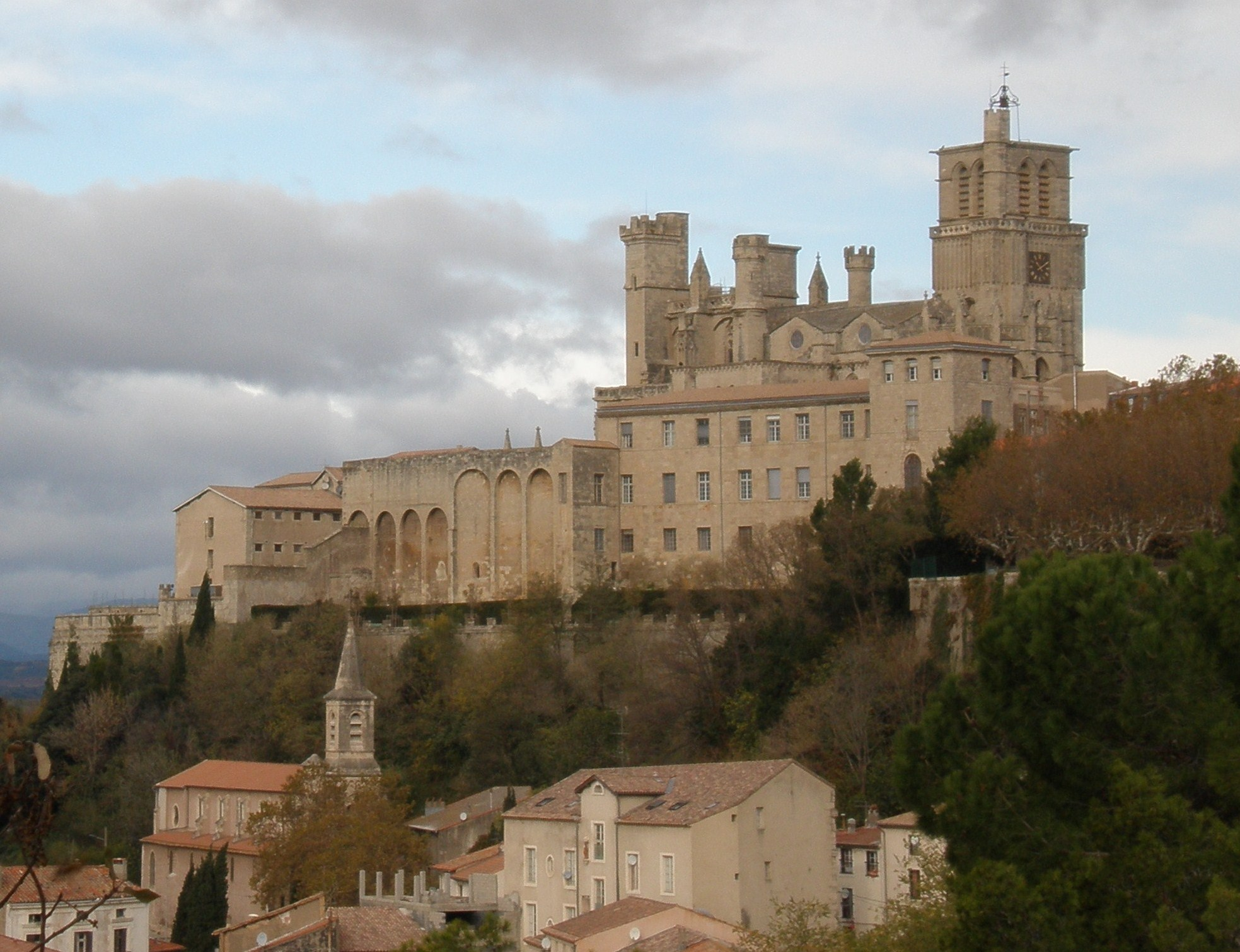
Cathédrale Saint-Nazaire med église Saint-Jude nedanför
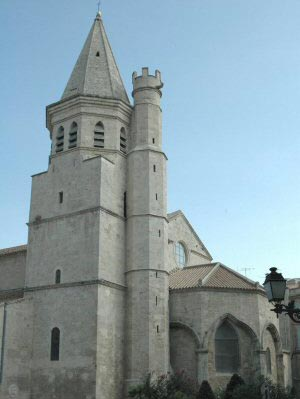
L'église de la Madeleine
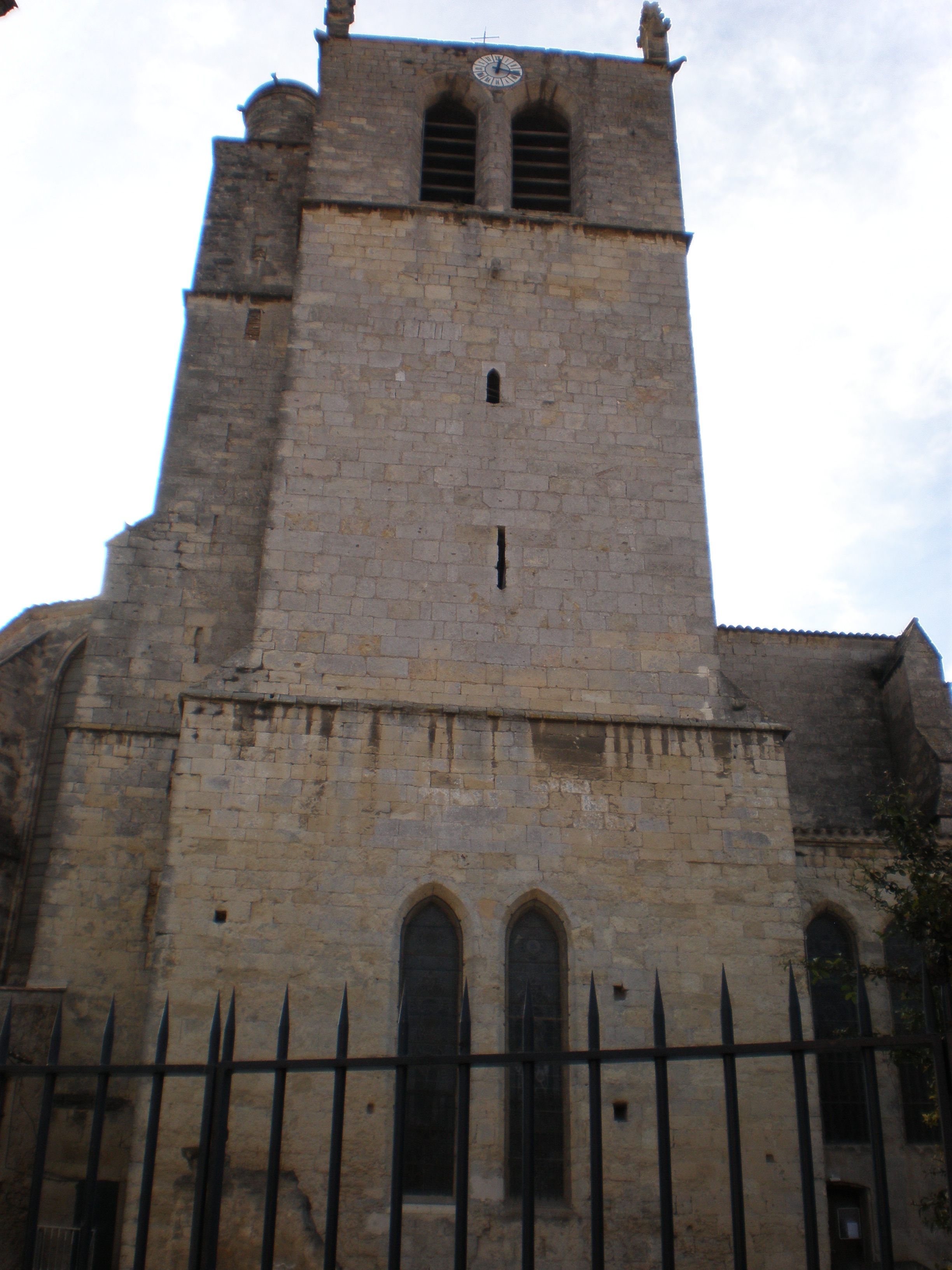
Basilique Saint-Aphrodise
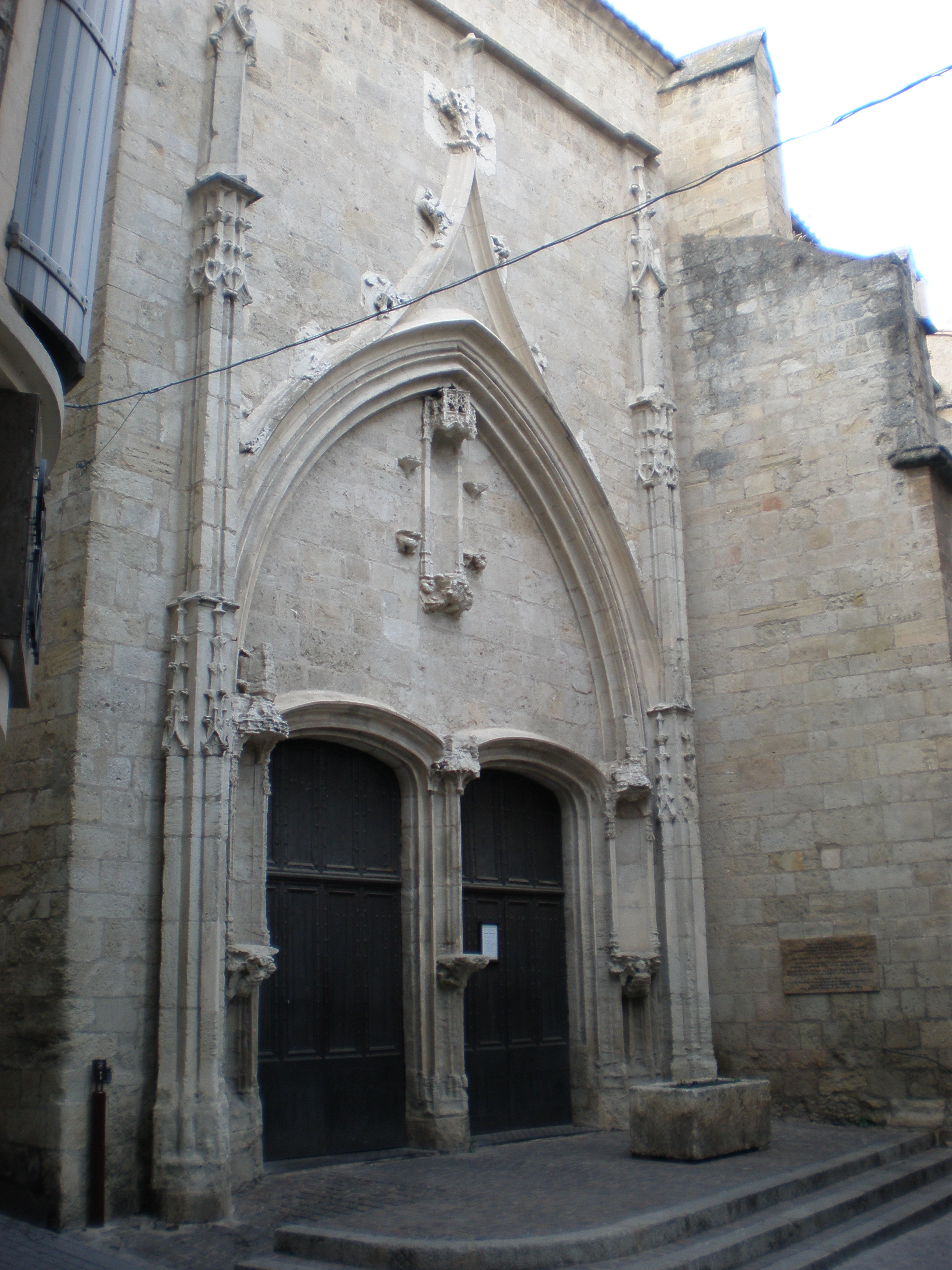
Chapelle des Pénitents
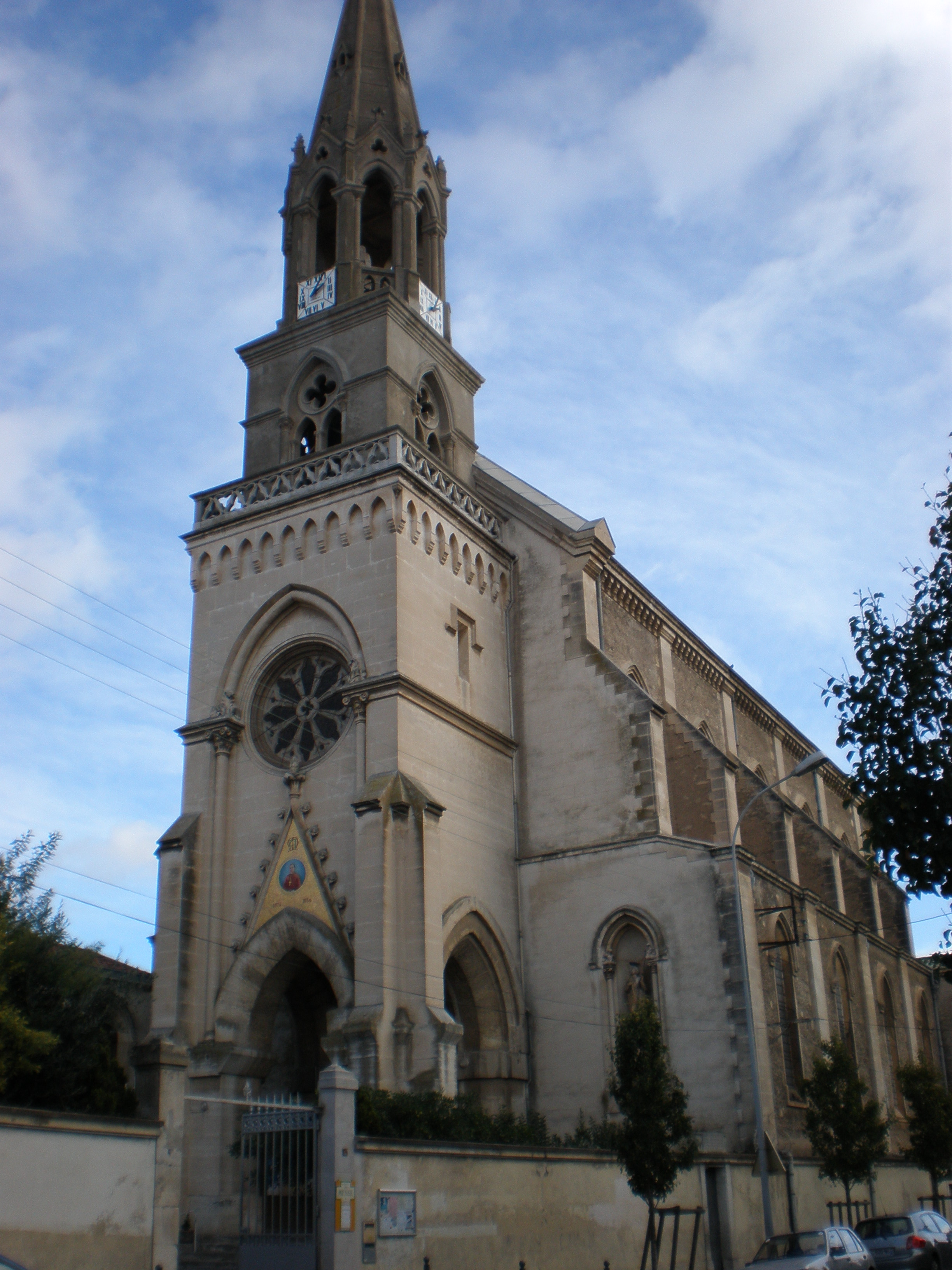
Eglise de l'Immaculée-Conception
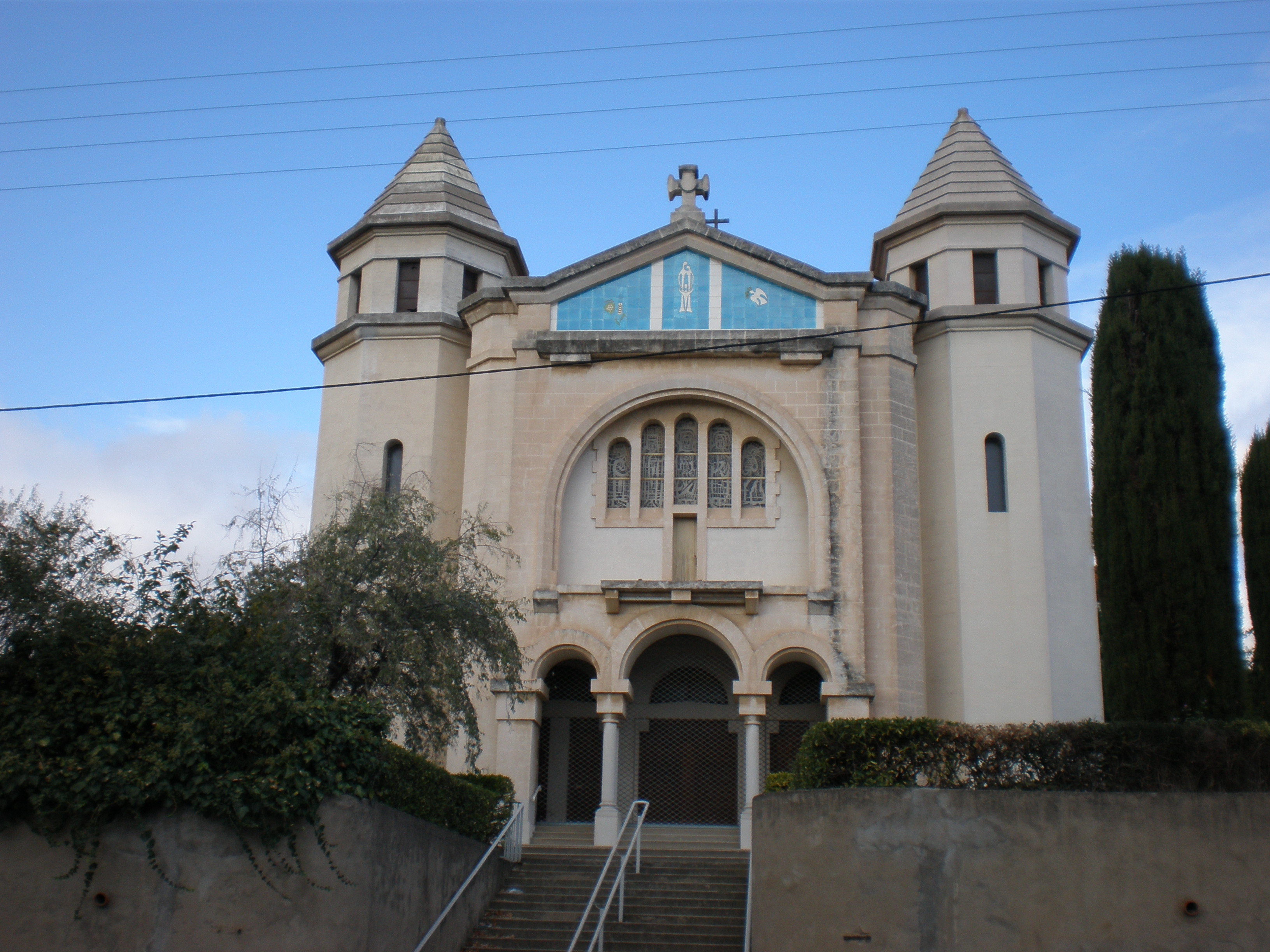
Eglise de la Sainte-Famille
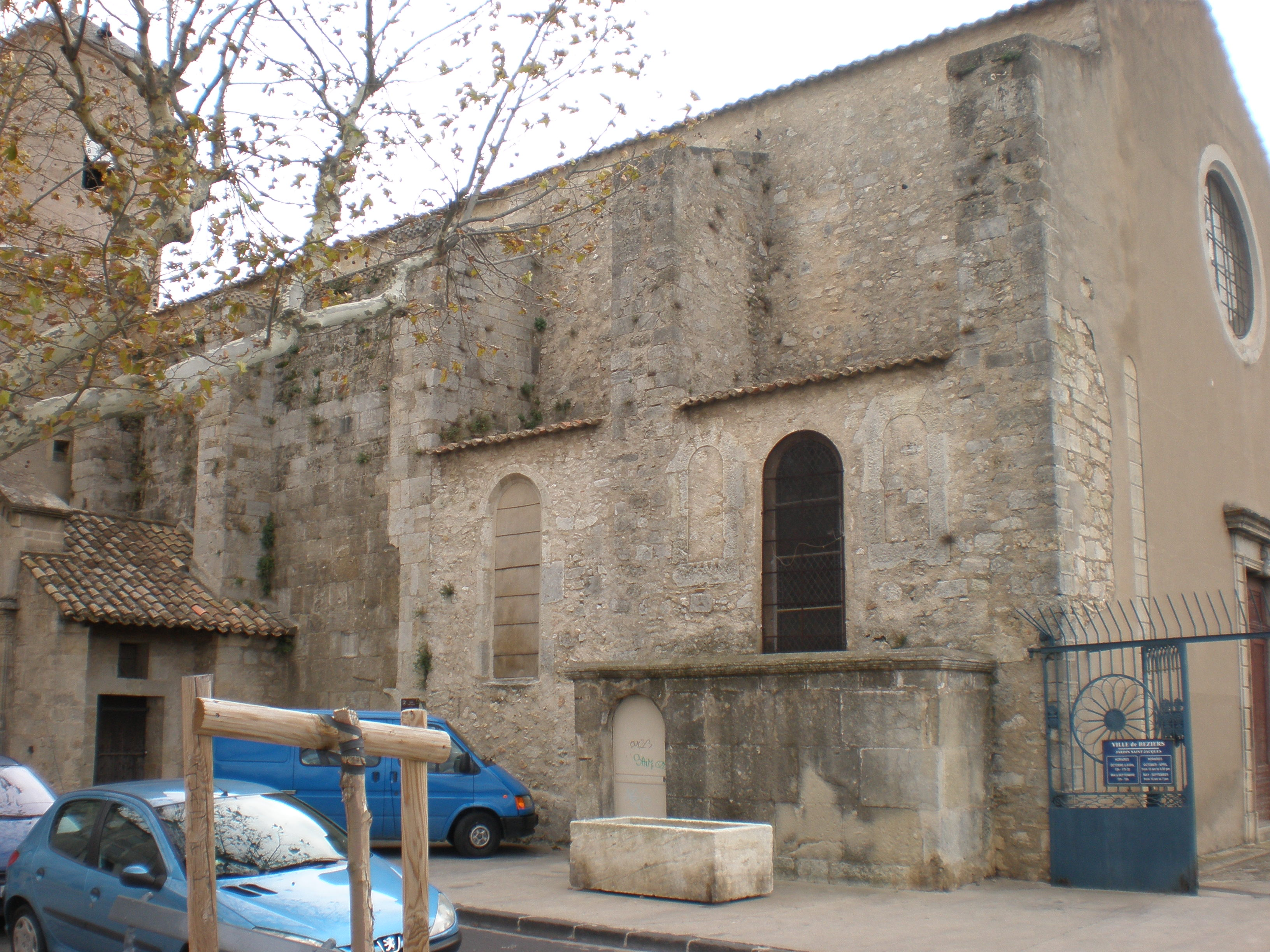
Eglise Saint-Jacques
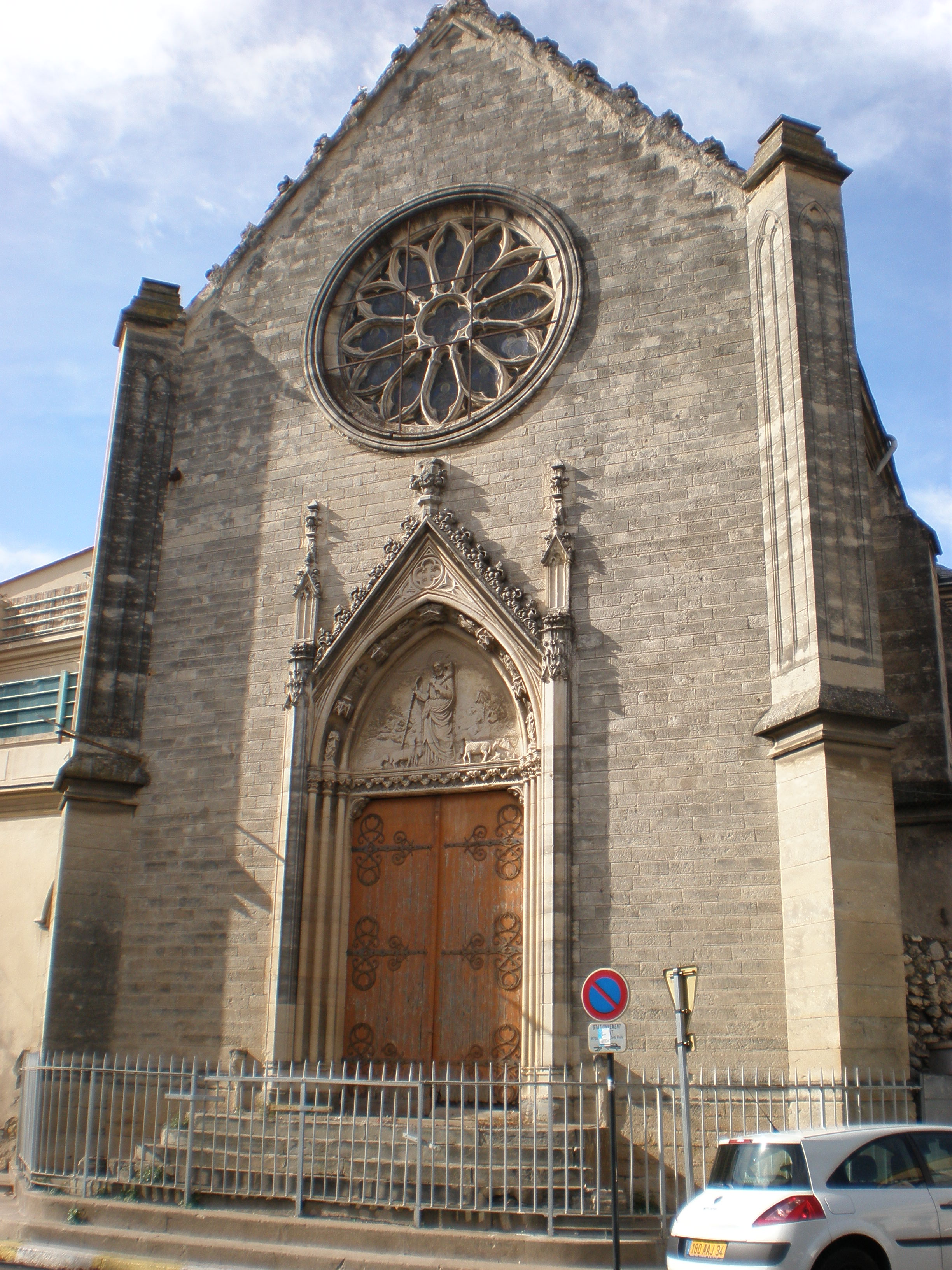
Eglise Bon Pasteur